# Enterprise Plaza
Enterprise Plaza (también conocido como 1100 Louisiana) es un rascacielos de 55 plantas situado en Louisiana Street en Downtown Houston, Texas, Estados Unidos. La sede de Enterprise GP Holdings se sitúa en Enterprise Plaza. Las oficinas de Houston de Enbridge están en Enterprise.
Enterprise Plaza fue construida en 1980 por Hines. Fue vendida en 1985 a Capitol Guidance Corporation que la vendió otra vez a National Office Partners Limited Partnership (NOP), una empresa conjunta de Hines Interests Limited Partnership y el Sistema de Jubilación de los Empleados Públicos de California (CalPERS). Hines Real Estate compró la torre en enero de 2000.
Enterprise Plaza es un edificio de oficinas situado en el corazón del corredor financiero y energético de Houston. Tiene una altura de 756 ft (230 m) con 55 plantas. Fue el edificio más alto de Houston desde 1980 hasta 1982, cuando fue sobrepasado por la Torre JPMorgan Chase. Entre sus inquilinos están Enbridge y Credit Suisse.